# Coryphaenoides leptolepis
Coryphaenoides leptolepis är en fiskart som beskrevs av Günther, 1877. Coryphaenoides leptolepis ingår i släktet Coryphaenoides och familjen skolästfiskar. Inga underarter finns listade i Catalogue of Life.